# جايسون بوتس
جايسون بوتس (بالإنجليزية: Jason Potts)‏ هو اقتصادي نيوزيلندي وأسترالي، ولد في 7 مارس 1972.